# Premio Pulitzer per la musica
Il premio Pulitzer per la musica è uno dei sette premi Pulitzer americani che vengono annualmente aggiudicati per Lettere, Dramma e Musica. Fu inizialmente assegnato nel 1943. Joseph Pulitzer non parlò di un tale premio nel suo testamento, ma predispose una borsa di studio per la musica da assegnare ogni anno. Questa fu alla fine trasformata in un premio a pieno titolo: "Per una composizione musicale importante di dimensioni significative scritta da un americano che abbia avuto la sua prima esecuzione negli Stati Uniti durante l'anno". A causa del requisito che la composizione dovesse avere la sua prima mondiale durante l'anno stesso del premio, l'opera vincitrice fu raramente registrata e, talvolta, ebbe un solo spettacolo. Nel 2004 i termini furono modificati come segue: "Per una composizione musicale importante scritta da un americano che abbia avuto la sua prima esecuzione o una registrazione negli Stati Uniti durante l'anno".

## Storia
Nel 1965, la giuria decise all'unanimità che nessun lavoro importante era degno del premio Pulitzer. In alternativa suggerirono una citazione speciale da dare a Duke Ellington in riconoscimento del complesso del suo lavoro, ma la giuria del Pulitzer rifiutò e quindi nessun premio fu assegnato quell'anno. Ellington rispose: "Il destino vuole essere gentile con me, il destino non vuole che io sia troppo famoso troppo giovane.". (Aveva allora sessantasette anni). Nonostante questa battuta, Nat Hentoff riferì che quando aveva parlato ad Ellington su questo argomento, era "più arrabbiato di quanto avessi mai visto prima", ed Ellington disse, "Sono a mala pena sorpreso che il mio genere di musica sia ancora senza, diciamo così, onore ufficiale a casa. La maggior parte degli americani ancora dá per scontato che la musica di origini europee, la musica classica se volete, sia l'unico tipo di musica veramente rispettabile."
Nel 1996, dopo anni di dibattito interno, il consiglio del premio Pulitzer annunciò un cambiamento dei criteri per il premio musicale "in modo da attirare il meglio di una ancor più vasta gamma di musica americana." Il risultato fu che l'anno seguente Wynton Marsalis diventò il primo artista jazz a vincere il premio Pulitzer. Tuttavia, la sua vittoria fu controversa perché secondo le linee guida del Pulitzer, il suo lavoro vincente, un oratorio di tre ore sulla schiavitù, "Blood on the Fields", non avrebbe avuto i requisiti per l'assegnazione. Anche se si suppose che il lavoro vincente avesse avuto la sua prima esecuzione nel corso dell'anno, la piece di Marsalis aveva debuttato il 1º aprile 1994 e la sua registrazione, incisa su Columbia Records, era datata 1995. Tuttavia, il pezzo vinse il premio nel 1997. L'amministrazione di Marsalis aveva presentato una "versione modificata" di "Blood on the Fields" che fu eseguita come una "prima" alla Università di Yale, dopo che il compositore aveva fatto sette piccoli cambiamenti. Quando gli fu chiesto che cosa rende "premiabile" un lavoro riveduto, il presidente della giuria di musica di quell'anno, Robert Ward, dichiarò: "Non è un taglio qua e là.... o una lieve revisione", ma piuttosto qualcosa che ha cambiato "l'intera concezione del pezzo." Dopo essere stato a leggere la lista delle revisioni apportate al pezzo, Ward riconobbe che i cambiamenti minori non avrebbero dovuto qualificarlo come un lavoro idoneo, ma disse che "l'elenco che c'è qui allora non era disponibile per noi e non abbiamo potuto discuterne ".
Sei donne hanno ottenuto il premio Pulitzer: Ellen Taaffe Zwilich, 1983; Shulamit Ran, 1991; Melinda Wagner, 1999; Jennifer Higdon, 2010; Caroline Shaw, 2013; and Julia Wolfe, 2015. Oltre ad essere la prima donna a ricevere il premio, Ellen Taaffe Zwilich fu anche la prima donna a ricevere il titolo di Dottore in composizione delle Arti Musicali presso la Juilliard School of Music.
Nel 1992 la giuria musicale, che quell'anno consisteva di George Perle, Roger Reynolds, e Harvey Sollberger, scelse Concerto Fantastique di Ralph Shapey per il premio. Tuttavia la giuria del Pulitzer respinse tale decisione e scelse di dare il premio alla seconda scelta della giuria, Il volto della notte, il cuore del buio di Wayne Peterson. La giuria della musica rispose con una dichiarazione pubblica affermando che non erano stati consultati in tale decisione e che il Consiglio non era professionalmente qualificato a prendere una simile decisione. Il Consiglio rispose che "I premi Pulitzer sono arricchiti dal fatto di avere, oltre al punto di vista del professionista, anche il punto di vista del consumatore profano" e non revocò la sua decisione.
George Walker è stato il primo compositore afro-americano a vincere il premio, che ricevette per il suo lavoro Lilacs nel 1996. Walker si diplomò al Conservatorio di Oberlin, dove entrò all'età di quattordici anni, e si diplomò a diciotto con il massimo dei voti della sua classe del Conservatorio. Fu il primo diplomato nero presso il rinomato Curtis Institute of Music, dove ricevette il titolo di Artist Diplomas e fu il primo beneficiario nero di una laurea di dottorato presso la Eastman School of Music.
Nel 2004, rispondendo alle critiche, Sig Gissler, l'amministratore dei Premi Pulitzer alla Columbia University Scuola di Giornalismo, annunciò di voler "ampliare il premio un po' in modo che possiamo essere più sicuri che stiamo ottenendo l'intera gamma del meglio della musica americana... "Jay T. Harris, membro del consiglio di amministrazione del Pulitzer, dichiarò: "Il premio non deve essere riservato essenzialmente per la musica che proviene dalla tradizione classica europea ".
Le modifiche alle regole annunciate inclusi alterare l'area della giuria per includere artisti e presentatori, oltre ai compositori e critici. I partecipanti ora non sono più tenuti a presentare un punteggio. Anche le registrazioni verranno accettate, anche se i punteggi sono ancora "fortemente sollecitati". Gissler disse: "La cosa principale è che stiamo cercando di mantenere questo un premio serio. Non stiamo cercando di renderlo insignificante in qualsiasi modo o forma, ma stiamo cercando di aumentarlo, migliorarlo ... penso che il termine critico sia 'illustri composizioni musicali americane.'" La reazione tra i vincitori del premio Pulitzer per la musica cambiò.
Il Comitato consultivo del premio Pulitzer annunciò ufficialmente: "Dopo più di un anno di studio del premio, giunto alla sua 61ª edizione, la giuria del premio Pulitzer dichiarò la sua ferma volontà di prendere in considerazione e onorare l'intera gamma di illustri composizioni musicali americane, dalla classica contemporanea sinfonica al jazz, lirica, corale, teatro musicale, le colonne sonore di film e altre forme di eccellenza musicale ... Nel corso degli anni, il premio era stato assegnato prevalentemente a compositori di musica classica e giustamente, perché è stato di grande importanza per la comunità artistica. Tuttavia, nonostante alcuni sforzi passati per ampliare la concorrenza, solo una volta il premio andò a una composizione jazz, un dramma musicale o una colonna sonora. Alla fine del 1990, il Consiglio prese atto tacitamente delle critiche ai suoi predecessori per la mancata citazione di due dei compositori jazz più importanti del paese. Venne conferita una citazione speciale a George Gershwin per la celebrazione del centenario della sua nascita nel 1998 e Duke Ellington nel suo centenario nel 1999. In precedenza, nel 1976, era stato creato un premio speciale per Scott Joplin nel suo centenario. Mentre speciali Premi e citazioni continuano ad essere un'opzione importante, la giuria del Pulitzer ritiene che il premio di musica, nella sua competizione annuale, dovrebbe includere qualsiasi gamma di musica importante della nazione e si augura che i perfezionamenti nella definizione del premio, le linee guida ed i membri della giuria vorranno servire a questo scopo."
Successivamente, nel 2006, una "Menzione Speciale" postuma fu data al compositore jazz Thelonious Monk e nel 2007 il premio andò a Ornette Coleman, un compositore di free jazz.

## Critica
Donald Martino, vincitore del 1974, ha detto, "Se si scrive la musica abbastanza a lungo, prima o poi, qualcuno inizierà ad avere pietà di voi e vi darà il dannato coso. Non sempre è il premio per il miglior pezzo dell'anno; a volte lo si assegna a chi non l'ha mai ottenuto prima".
John Corigliano, vincitore nel 2001, ha detto che, anche se il premio era inizialmente destinato alla musica che ha significato qualcosa per il mondo, era diventato un tipo molto diverso di premio, "da compositori per dei compositori" e "impantanato in una pozza di giurati rotanti."
Il compositore e critico musicale Kyle Gann si lamentò in un saggio sul "The Uptown Prejudice Against Downtown Music" (Il pregiudizio dei quartieri residenziali contro la musica in centro) che i giudici per il Pulitzer e altri premi top per la composizione spesso erano "gli stessi sette nomi più e più volte come giudici": Gunther Schuller, Joseph Schwantner, Jacob Druckman, George Perle, John Harbison, Mario Davidovsky, e Bernard Rands. Gann sosteneva che i compositori del "centro", come lui, non avessero vinto premi, perché i compositori/giudici erano tutti "uomini bianchi, tutti provenienti più o meno dalla stessa stretta estetica eurocentrica.... Questi sette uomini hanno determinato chi ha vinto i grandi premi della musica americana negli ultimi due decenni. Hanno fatto in modo che i compositori Downtown non vincano mai."
Dopo aver vinto il Pulitzer nel 2003, John Adams espresse "l'ambivalenza confinante col disprezzo", perché "la maggior parte delle più grandi menti musicali del paese" sono stati ignorate a favore della musica accademica.
Gunther Schuller accolse con favore l'ampliamento dei criteri di ammissibilità per il premio nel 2004: "Questo è un cambiamento epocale atteso da tempo sull'intero atteggiamento riguardo a quello che può essere preso in considerazione per il premio. Si tratta di un'apertura a stili diversi e niente affatto a diversi livelli di qualità." Olly Wilson convenne che le modifiche furono "un passo nella giusta direzione", perché riconoscevano "un più ampio spettro di musica, compresa la musica che non è scritta." Alcuni altri ex vincitori furono in disaccordo. John Harbison lo definì "un orribile sviluppo", aggiungendo: "Se si dovesse imporre uno standard comparabile sulla fiction si stimolerebbero le iscrizioni dagli autori di romanzi aeroportuali." Secondo Donald Martino, il premio aveva "già cominciato ad andare nella direzione di permettere cose meno serie" prima delle modifiche del 2004. Anche Lewis Spratlan, che vinse il premio nel 2000, fece obiezioni, dicendo: "Il Pulitzer è uno dei pochi premi che assegnano per la distinzione artistica nella musica dal vivo, assumendosi rischi. Diluire questo obiettivo, invitando artisti da musical e colonne sonore, non importa quanto eccellenti, significa minare il carattere distintivo e la capacità di avanzamento artistico."

## Albo d'oro
Nei suoi primi 71 anni fino al 2013, il Pulitzer per la musica è stato assegnato 67 volte; non è mai stato diviso e nessun premio è stato assegnato nel 1953, 1964, 1965 e 1981.

### Anni 1943-1949
- 1943: William Schuman, Secular Cantata n. 2: A Free Song
- 1944: Howard Hanson, Sinfonia n. 4, "Requiem"
- 1945: Aaron Copland, Appalachian Spring, ballet
- 1946: Leo Sowerby, The Canticle of the Sun
- 1947: Charles Ives, Sinfonia n. 3
- 1948: Walter Piston, Sinfonia n. 3
- 1949: Virgil Thomson, Louisiana Story, colonna sonora

### Anni 1950-1959
- 1950: Gian Carlo Menotti, Il console, opera
- 1951: Douglas Stuart Moore, Giants in the Earth, opera
- 1952: Gail Kubik, Sinfonia Concertante
- 1953: nessun premio assegnato
- 1954: Quincy Porter, Concerto Concertante per due piano ed orchestra
- 1955: Gian Carlo Menotti, The Saint of Bleecker Street, opera
- 1956: Ernst Toch, Sinfonia n. 3
- 1957: Norman Dello Joio, Meditations on Ecclesiastes
- 1958: Samuel Barber, Vanessa, opera
- 1959: John La Montaine, Piano Concerto n. 1, Op. 9.

### Anni 1960-1969
- 1960: Elliott Carter, Quartetto d'archi n. 2
- 1961: Walter Piston, Sinfonia n. 7
- 1962: Robert Ward, The Crucible, opera
- 1963: Samuel Barber, Piano Concerto
- 1964: nessun premio assegnato
- 1965: nessun premio assegnato (Vedi Duke Ellington)
- 1966: Leslie Bassett, Variations for Orchestra
- 1967: Leon Kirchner, Quartet n. 3 for strings and electronic tape
- 1968: George Crumb, Echoes of Time and the River
- 1969: Karel Husa, Quartetto d'archi n. 3

### Anni 1970-1979
- 1970: Charles Wuorinen, Time's Encomium
- 1971: Mario Davidovsky, Synchronisms n. 6 for Piano and Electronic Sound (1970)
- 1972: Jacob Druckman, Windows
- 1973: Elliott Carter, Quartetto d'archi n. 3
- 1974: Donald Martino, Notturno
- 1975: Dominick Argento, From the Diary of Virginia Woolf
- 1976: Ned Rorem, Air Music
- 1977: Richard Wernick, Visions of Terror and Wonder
- 1978: Michael Colgrass, Deja Vu for percussion and orchestra
- 1979: Joseph Schwantner, Aftertones of Infinity

### Anni 1980-1989
- 1980: David Del Tredici, In Memory of a Summer Day
- 1981: nessun premio assegnato
- 1982: Roger Sessions, Concerto for Orchestra
- 1983: Ellen Zwilich, Three Movements for Orchestra (Sinfonia n. 1)
- 1984: Bernard Rands, Canti del Sole
- 1985: Stephen Albert, Sinfonia n. 1 RiverRun
- 1986: George Perle, Wind Quintet n. 4, per flauto, oboe, clarinetto, corno, e fagotto
- 1987: John Harbison, The Flight into Egypt
- 1988: William Bolcom, 12 New Etudes for Piano
- 1989: Roger Reynolds, Whispers Out of Time

### Anni 1990-1999
- 1990: Mel D. Powell, Duplicates: A Concerto
- 1991: Shulamit Ran, Sinfonia
- 1992: Wayne Peterson, The Face of the Night, the Heart of the Dark
- 1993: Christopher Rouse, Trombone Concerto
- 1994: Gunther Schuller, Of Reminiscences and Reflections
- 1995: Morton Gould, Stringmusic
- 1996: George Walker, Lilacs, for soprano and orchestra
- 1997: Wynton Marsalis, Blood on the Fields, oratorio
- 1998: Aaron Jay Kernis, Quartetto d'archi n. 2, Musica Instrumentalis
- 1999: Melinda Wagner, Concerto for Flute, Strings, and Percussion

### Anni 2000-2009
- 2000: Lewis Spratlan, Life is a Dream, opera (awarded for concert version of Act II)
- 2001: John Corigliano, Sinfonia n. 2, for string orchestra
- 2002: Henry Brant, Ice Field
- 2003: John Adams, On the Transmigration of Souls
- 2004: Paul Moravec, Tempest Fantasy
- 2005: Steven Stucky, Second Concerto for Orchestra
- 2006: Yehudi Wyner, Chiavi in Mano, (piano concerto)
- 2007: Ornette Coleman, Sound Grammar
- 2008: David Lang, The Little Match Girl Passion
- 2009: Steve Reich, Double Sextet

### Anni 2010-2019
- 2010: Jennifer Higdon, Violin Concerto
- 2011: Zhou Long, Madame White Snake, opera
- 2012: Kevin Puts, Silent Night: Opera in Two Acts
- 2013: Caroline Shaw, Partita for 8 Voices
- 2014: John Luther Adams, Become Ocean
- 2015: Julia Wolfe, Anthracite Fields
- 2016: Henry Threadgill, In for a Penny, In for a Pound
- 2017: Du Yun, Angel's Bone
- 2018: Kendrick Lamar, DAMN.
- 2019: Ellen Reid, Prism

### Anni 2020-2029
- 2020: Anthony Davis, The Central Park Five
- 2021: Tania León, Stride
- 2022: Raven Chacon, Voiceless Mass[15]
- 2023: Rhiannon Giddens e Michael Abels, Omar[16]
- 2024: Tyshawn Sorey, Adagio (For Wadada Leo Smith)[17]

### Ulteriori citazioni
- 1974: Roger Sessions (1896–1985);
- 1976: Scott Joplin (1868–1917, postumo);
- 1982: Milton Babbitt (1916–2011);
- 1985: William Schuman (1910–1992);
- 1998: George Gershwin (1898–1937, postumo);
- 1999: Duke Ellington (1899–1974, postumo);
- 2006: Thelonious Monk (1917–1982, postumo);
- 2007: John Coltrane (1926–1967, postumo);
- 2008: Bob Dylan (nato nel 1941);
- 2010: Hank Williams (1923–1953, postumo).

## Vincitori di due premi
Quattro persone hanno vinto due volte il premio Pulitzer per la musica.
- Walter Piston, 1948, 1961
- Gian Carlo Menotti, 1950, 1955
- Samuel Barber, 1958, 1963
- Elliott Carter, 1960, 1973